# Thetispelecaris yurikago
Thetispelecaris yurikago är en kräftdjursart som beskrevs av Ohtsuka, Hanamura och Kase 2002. Thetispelecaris yurikago ingår i släktet Thetispelecaris och familjen Hirsutiidae. Inga underarter finns listade i Catalogue of Life.